# Thomasberg
Thomasberg osztrák község Alsó-Ausztria Neunkircheni járásában. 2019 januárjában 1267 lakosa volt. 

## Elhelyezkedése

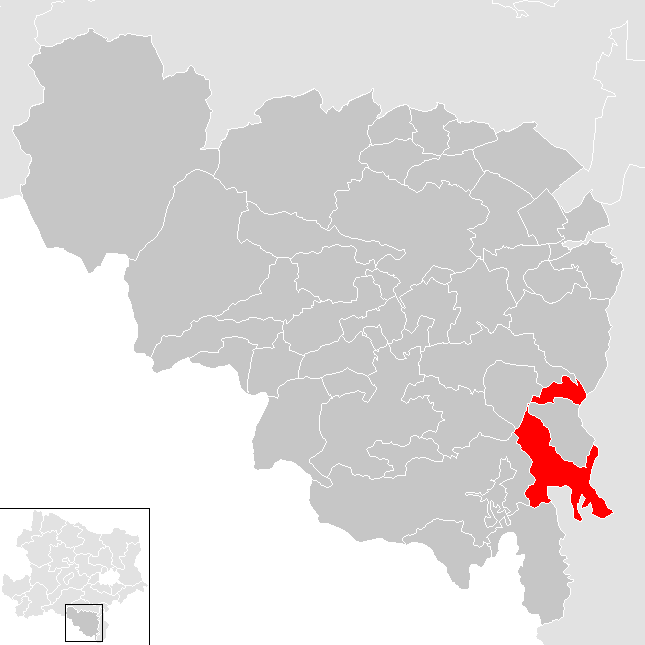
Thomasberg a Neunkircheni járásban

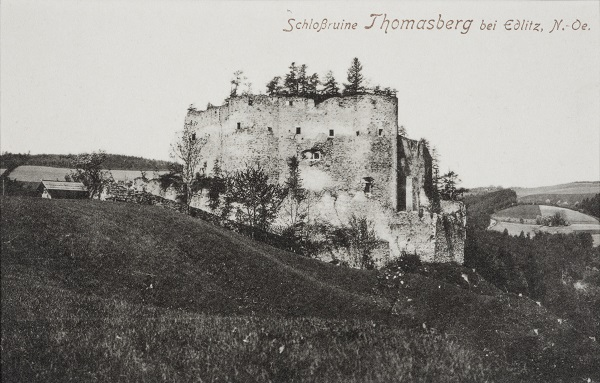
A thomasbergi várrom

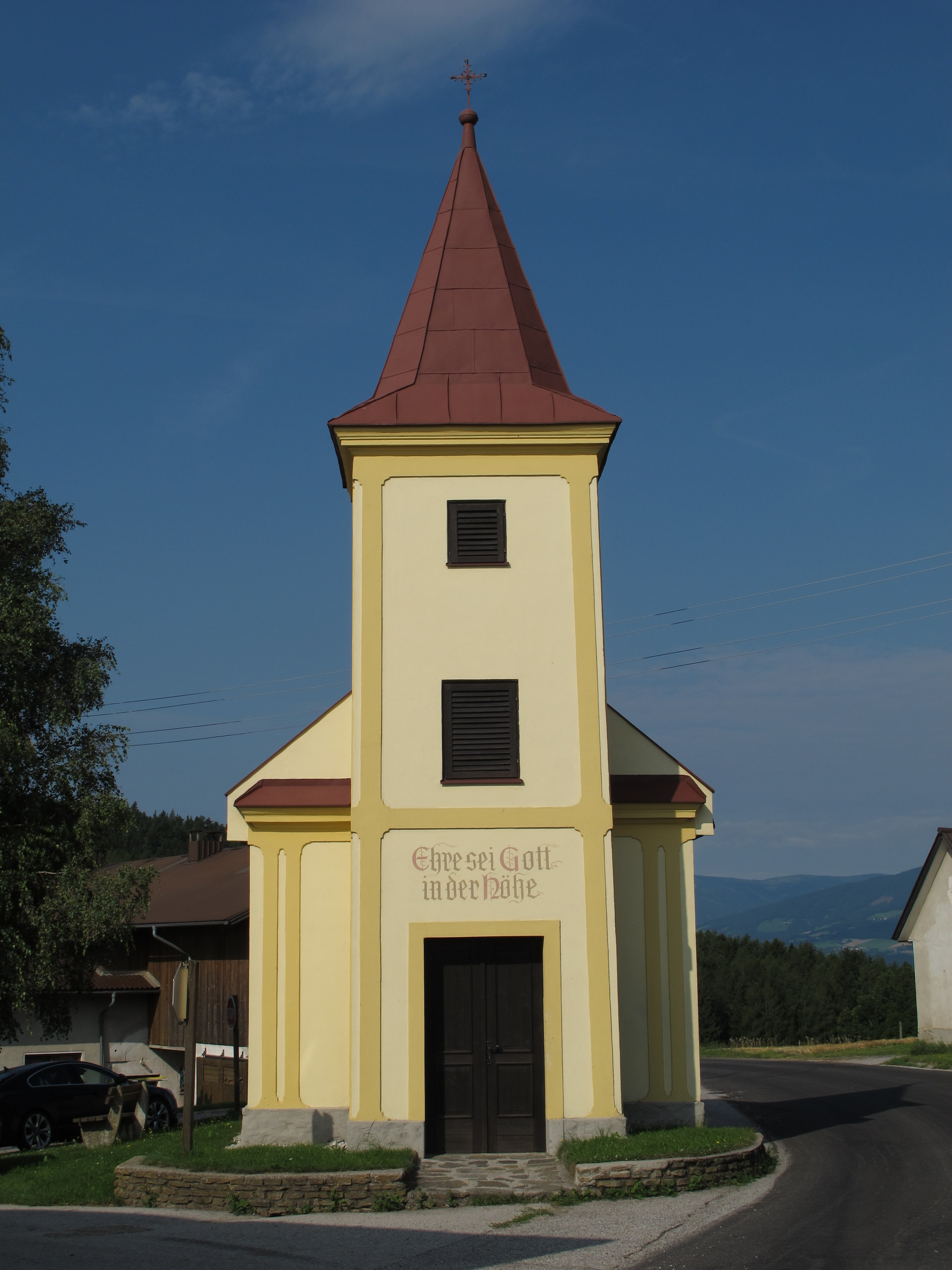
A Wiesfleck-kápolna

Thomasberg Alsó-Ausztria Industrieviertel régiójában, a Bucklige Welt dombvidékén fekszik az Edlitzbach folyó mentén. Területének 48,7%-a erdő. Az önkormányzat 4 településrészt, illetve falut egyesít: Königsberg (600 lakos 2019-ben), Kulma (47), Sauerbichl (187) és Thomasberg (433).  
Thomasberg és a hozzátartozó Sauerbichl délről és északról közrefogják a közéjük ékelt Edlitzet. Ezen túl a környező önkormányzatok: délre Zöbern, nyugatra Aspangberg-Sankt Peter és Feistritz am Wechsel, északnyugatra Grimmenstein és Warth, északra Scheiblingkirchen-Thernberg, keletre Lichtenegg, délkeletre Krumbach.

## Története
A Bucklige Welt erdős dombvidéke a 11. század közepéig lakatlan gyepűvidék volt az osztrákok és a magyarok között, míg Gottfried von Wels-Lambach, II. Arnold karintiai őrgróf fia 1042-ben le nem győzte a magyarokat Pittennél és meg nem kapta a régiót hűbérbirtokul. A család telepeseket hozatott és elkezdte az erdők kiirtását. III. Ottokár stájer herceg 1164-es halála után a magyar betörések megszaporodtak, ekkor épült védelmül Thomasberg vára. 1192-ben említik először egy bizonyos Otto de Domesperg nevében, aki tanúként szerepelt egy oklevélen. A mai vár a 13. század közepén épült, akkori tulajdonosa nem ismert. 1350-ben a dél-stájerországi Heinrich von Königsberg szerezte meg. A 15. században a Königsbergek voltak a Buckilge Welt leggazdagabb nemesi családja, övék volt Ziegersberg, Katzelsdorf, Hochwolkersdorf és Schwarzenbach uradalma, de voltak birtokaik Stájerországban és Magyarországon is. Az 1438-ban meghalt Dietrich von Königsberg II. Albert király udvari kancellárjaként szolgált. A 15. század végén IV. Johann von Königsberg kibővítette a thomasbergi várat. A reformáció után a Königsbergek vérmes protestánsokká váltak, akik számos konfliktusba keveredtek a katolikusokkal. A thomasbergi uradalomhoz 1590-ben 120 ház tartozott a helyi faluban. 1640-ben Batthyány Ádám vásárolta meg a birtokot, de már 1653-ban továbbadta Carl von Pergennek. Az ő fia, Johann Heinrich von Pergen volt I. Lipót császár kamarása. A 17. század második felében a vár lakatlanná vált, állaga leromlott. 1815-ben Joseph von Diertich vásárolta meg és részben helyrehozatta, de utódai idejében a vár romba dőlt. 1902-ben a Hamburger iparmágnások vásárolták meg, a rom ma is leszármazottaik tulajdonában van.  

## Lakosság
A thomasbergi önkormányzat területén 2019 januárjában 1267 fő élt. A lakosságszám 1869 óta 1200-1500 között ingadozik.  2017-ben a helybeliek 97,5%-a volt osztrák állampolgár; a külföldiek közül 0,5% a régi (2004 előtti), 0,8% az új EU-tagállamokból érkezett. 2001-ben a lakosok 96,3%-a római katolikusnak, 1,4% evangélikusnak, 1,5% pedig felekezeten kívülinek vallotta magát. Ugyanekkor 8 magyar élt a községben. 
A lakosság számának változása:

| 2016 | 1 263 |
| 2018 | 1 284 |

## Látnivalók
- a thomasbergi vár romjai
- a Wiesfleck-kápolna

## Fordítás
- Ez a szócikk részben vagy egészben  a   Thomasberg (Niederösterreich) című német Wikipédia-szócikk ezen változatának fordításán alapul.  Az eredeti cikk szerkesztőit annak laptörténete sorolja fel. Ez a jelzés csupán a megfogalmazás eredetét és a szerzői jogokat jelzi, nem szolgál a cikkben szereplő információk forrásmegjelöléseként.